# Sabas Maury
Pour les articles homonymes, voir Sabas et Maury.
Sabas Maury, né le 1er mars 1863 à Gestiès et mort le 26 novembre 1923 à Varilhes, est un prêtre, poète, musicien et compositeur français, originaire de la vallée de Vicdessos du village de Gestiès dans la vallée du Siguer plus précisément, connu surtout pour sa création de l’hymne de l’Ariège, Arièjo ô moun Païs.
Casimir Barrière-Flavy disait de lui dans la préface de son livre : « Mais il en est un, doublé d’un compositeur, que nous devons mentionner (au risque d’effaroucher sa trop grande modestie), dont l’hymne à l’Ariège est vibrant d’harmonie et d’enthousiasme patriotique. Mon excellent ami l’abbé S. Maury ne m’en voudra pas je pense, de l’avoir nommé ici, puisqu’il est presque originaire de Miglos, qu’il en est aujourd’hui le zélé pasteur, et que naturellement il doit trouver sa place, quelque petite qu’il veuille, dans cette étude sur la vallée de Miglos. »

## Biographie
Il naît le 1er mars 1863 à Gestiès de Sabas Jean Marie Aubin Maury, fils de Jean Baptiste Maury, né à Siguer, instituteur à Gestiès puis à Sem, et de Marie Honorine Adeline Piquemal, née à Saurat.
En 1890, il devient curé d’Arquizat-Miglos ; en 1892 il fit construire une seconde sacristie.
En 1895, lors du décès de sa sœur Blanche Caujolle née Maury le 24 avril 1895, Sabas Maury recueille à Miglos sa nièce Aimée Caujolle
En 1897, dans une communication faite à la Société ariégeoise des sciences, lettres et arts, l'abbé Sabas Maury définit les « marguilliers » comme « des employés qui servent l'église, passent les plats pour la quête, allument les cierges, distribuent le pain bénit, font les quêtes à domicile, etc. Il y a 6 marguilliers, changés chaque année à la messe du jour de l'an ; ils sont désignés sans avoir préalablement été consultés et le curé proclame le nom des élus au prône... De la sorte, tous les paroissiens, à tour de rôle, doivent servir l'église... Après la messe, et devant la croix, ils doivent prêter serment de fidélité et de zèle, pour le service du Temple Saint. »
Durant le courant de l’été 1893 Casimir Barrière-Flavy met à exécution son projet d’explorer la Unarde : « Une distance de huit heures de marche environ sépare ce lieu de la Unarde du village le plus rapproché, celui de Miglos, où l’hospitalité montagnarde nous a été offerte par le curé, notre aimable et érudit l’abbé Maury. »
En 1906, Sabas Maury refuse de prêter son concours au percepteur de Tarascon venu dresser "l'inventaire des biens de la Fabrique d'Arquizat, le 27 février 1906 (conformément à la loi relative à la Séparation de l'Église et de l'État).
Le 24 août 1906, il devient curé doyen, chanoine de Varilhes.
Le 26 novembre 1923, Sabas Maury meurt à Varilhes à l'âge de 60 ans, et est inhumé au cimetière communal.

## Œuvres
- Arièjo ô moun Païs, chanson patriotique
- Ariège, Chant patriotique solo et chœur avec accompagnement de piano. Ce chant était encore appris en 1932 lors du certificat d'études à l'école de Varilhes.
- Cantique à Jeanne d’Arc à trois voix égales
- L’Automne, publié par la Bannière de Marie
- Cantique à Notre-Dame de Vals, 1906
- Cantique populaire de l'Avé Maria de l'Ariège
- Notre-Dame de Sabart, du couronnement le 7 juin 1954
- Nomination des Marguillers à Miglos d'après les usages anciens

## Hommage
- 4 novembre 2023 pour le centenaire de son décès pose par Alain Marfaing Maire de Gestiès d'une plaque sur sa maison natale à Gestiès en présence de Jean-Jacques Michau , Martine Froger, Christine Téqui[6].Plaque posée à Gestiès

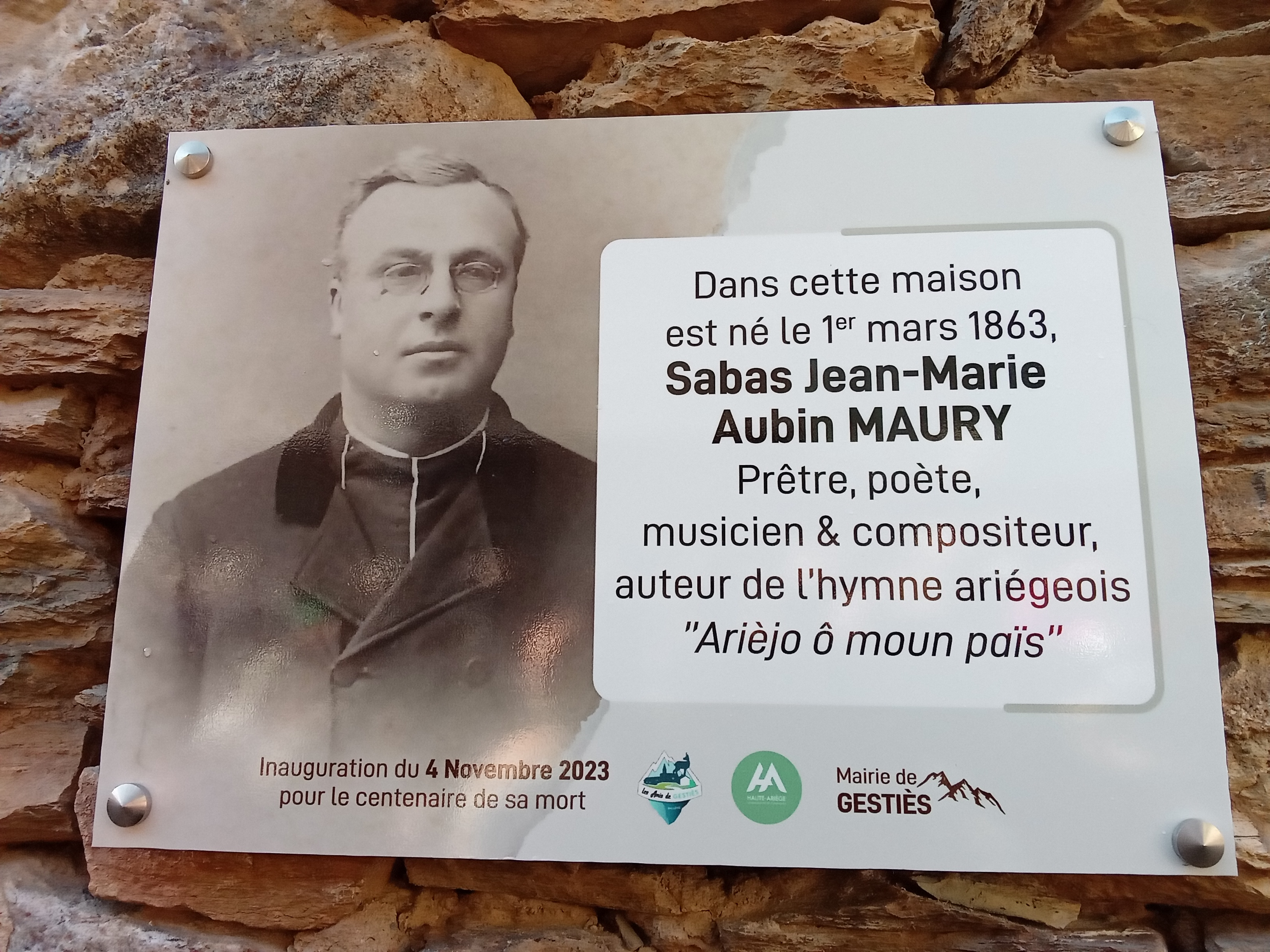
Plaque posée à Gestiès